# Korzenie i kultura
Korzenie i kultura – drugi album studyjny polskiego piosenkarza Basa Tajpana wydany w 2010 roku, będący jego pierwszym solowym albumem. Gościnnie na płycie wystąpili m.in. Bob One (który również jest producentem większości jego utworów), Miuosh, Junior Stress czy Bosski Roman.
Nazwa albumu nawiązuje do tematyki jednego z utworów: artysta w utworze „Korzenie i kultura” nawołuje do poszanowania dorobku kulturalnego oraz tradycji, uważając je za coś naturalnego w życiu każdego człowieka. Okładka została zaprojektowana przez Roberta Mordarskiego.

## Lista utworów[2]
1. „Wycelowany” (muz. Bob One)
2. „Nie zatrzymasz mnie” feat. Bob One, Miuosh & Solo Banton (muz. Bob One)
3. „Sklep szatan” feat. Benjahmin, Perun & Textyl (muz. Bob One)
4. „Banery” (muz. Bob One)
5. „Nowa inwazja” (muz. Bob One)
6. „Mój świat” (muz. Bob One)
7. „Bohaterowie cyberświata” feat. Bosski Roman (muz. Bob One)
8. „Łapa lwa” feat. Jabaman (muz. Bob One)
9. „Korzenie i kultura” (muz. Bob One)
10. „Historia pewnego dębu” (muz. Bob One)
11. „Potęga majestatu” feat. Junior Stress (muz. Robako i Kosa)
12. „Wiza” (muz. Baloman)
13. „Wolna wola” (muz. Baloman)
14. „Czy bardziej” (3 życzenia cd.)

W wersji reedycji z 2013 roku na albumie pojawił się dodatkowy, piętnasty utwór o tytule „Świadomość”.